# Gudadurkal, Kushtagi
Gudadurkal là một làng thuộc tehsil Kushtagi, huyện Koppal, bang Karnataka, Ấn Độ.